# Гедиз (река)
Гедиз (на турски: Gediz Nehri; в античността – Хермос или Хермус, на старогръцки: Ἕρμος) е голяма река в Западна Турция. Дължина 341 km, площ на водосборния басейн 17 500 km². Реката води началото си на 2090 m н.в., от северния склон на планинския масив Мурат, в западната част на Анадолското плато , на територията на вилаета Кютахия. Посоката на течението ѝ е основно западно, като протича последователно през вилаетите Ушак, Маниса и Измир. На значително протежение тече по междупланински понижения, основно на север от планината Боздаглар. Влива се в североизточната част на Измирския залив на Егейско море. Основни притоци: леви – Дербент; десни – Селенди, Коджачай, Дюмрек, Кум. Подхранването ѝ е предимно дъждовно, а в горното течение и снежно. Максимален отток има през зимата и есента, а през лятото силно намалява. В района на изхода си от планините на нея е изграден големия язовир Демиркьой (Демиркюпрю), водите на който се използват за водоснабдяване, напояване и производство на електроенергия. По долината ѝ са разположени градовете Гедиз (във вилаета Кютахия), Салихли, Тургутлу и Маниса (във вилаета Маниса).
В древността Хермос е границата между Еолия и Йония, като само йонийският полис Фокея остава на север от реката. Долината на Хермос е с централно разположение в Лидия, а столицата Сарди е разположена с изглед към Хермос. Спомената е от Омир в Илиада като Херм.